# Theskelomensor
Theskelomensor är ett släkte av snäckor. Theskelomensor ingår i familjen Helicarionidae.
Kladogram enligt Catalogue of Life:
| Theskelomensor | \| \| Theskelomensor creon \| \| \| \| \| \| Theskelomensor lizardensis \| \| \| \| |
|                | \| \| Theskelomensor creon \| \| \| \| \| \| Theskelomensor lizardensis \| \| \| \| |
|                | Theskelomensor creon                                                                |
|                |                                                                                     |
|                | Theskelomensor lizardensis                                                          |
|                |                                                                                     |